# يورغن هين
يورغن هين (بالإستونية: Jürgen Henn) هو لاعب كرة قدم إستوني، ولد في 2 يونيو 1987 في فيلياندي في إستونيا. لعب مع نادي فلورا.

## وصلات خارجية
- يورغن هين على موقع اتحاد إستونيا (الإنجليزية)
- يورغن هين على موقع قاعدة بيانات كرة القدم.إي يو (الإنجليزية)
- يورغن هين على موقع عالم كرة القدم.نت (الإنجليزية)